# X-Men: Reign of Apocalypse
X-Men: Reign of Apocalypse es un videojuego de lucha de 2001 desarrollado por Digital Eclipse y publicado por Activision para Game Boy Advance. Los jugadores controlan a los X-Men en su intento de encontrar al desaparecido Profesor X e impedir que Apocalipsis devaste el mundo.

## Argumento

### Historia
Tras su viaje por el Mojoverso, los X-Men regresan a los restos destruidos de su hogar, la Mansión X. Pronto descubren que se encuentran en un universo alternativo bajo el control del malvado mutante Apocalipsis. Los X-Men deben abrirse paso a través del ejército de centinelas y mutantes de Apocalipsis para regresar a su universo.

### Ambientación
El escenario se desarrolla en un universo alternativo controlado por Apocalipsis, con escenarios fieles a los cómics de los X-Men. La Mansión X, el Blackbird, Genosha y otros lugares conocidos están presentes en el juego.

### Personajes
El plantel jugable de los X-Men está compuesto por Wolverine, Cyclops, Storm y Rogue. Cada personaje tiene un superpoder diferente que le otorga un estilo de juego único. Los enemigos principales incluyen villanos clásicos de los cómics como Blob y Magneto. Otros X-Men, como Coloso y Nightcrawler, son aliados de Apocalipsis en el universo alternativo y aparecen como enemigos.

## Jugabilidad
X-Men: Reign of Apocalypse es un juego de acción y desplazamiento lateral con 12 niveles distintos. Cada nivel cuenta con oleadas de enemigos y un jefe mutante, a quienes hay que derrotar para avanzar a la siguiente fase. Los jugadores deben derrotar a los enemigos para ganar puntos que pueden canjearse al final de cada fase para mejorar la fuerza, la vitalidad o el poder mutante del personaje. Todos los personajes jugables comparten los mismos ataques básicos, pero cada uno tiene una habilidad especial única: Wolverine tiene garras que destacan en el combate cuerpo a cuerpo, Rogue tiene una habilidad de carga, Storm controla proyectiles de tornado y Cyclops tiene ráfagas ópticas de largo alcance.

### Multijugador
Hasta dos jugadores pueden jugar en modo cooperativo en el modo campaña o enfrentarse entre sí en el modo competitivo para enfrentar a dos de los personajes jugables en combate.

## Recepción
X-Men: Reign of Apocalypse recibió críticas mixtas tras su lanzamiento. Los sitios web de análisis agregados Metacritic y GameRankings le dieron una puntuación de 61 sobre 100 y 59,34%, respectivamente. El usuario de GameSpot recomendó el juego portátil a los fans de los X-Men y los juegos de lucha, pero se mostró decepcionado por la simplicidad de la jugabilidad y el final. Nintendojo concluyó que era "un juego divertido que termina demasiado rápido".